# Ботагоз
«Ботагоз» (каз. «Ботакөзде») — радянський художній фільм 1958 року, режисера Юхима Арона, за однойменною повістю Сабіта Муканова, що оповідає про дівчину на ім'я Ботагоз. Прем'єра картини відбулася 8 грудня 1958 (Москва).

## Сюжет
З юних літ Ботагоз довелося долати важкі випробування. Оскільки Ботагоз завжди намагалася обстоювати свою правоту, вона відмовила волосному керуючому. Через це весь рід дівчини піддали загальному осудові. Прокляту своїми товаришами дівчину вигнали з села і вона стала працювати в каменоломні. Однак Ботагоз і далі мріяла про щасливе життя і справедливе ставлення до себе, вона вірила в зустріч зі своїм коханим учителем Аскаром, заарештованим за революційну пропаганду.

## У ролях
- Гульфайрус Ісмаїлова — Ботагоз
- Ідрис Ногайбаєв — Амантай
- Василь Макаров — Григорій Максимович Кузнецов
- Радій Афанасьєв — Олексій Кулаков
- Ерлик Даулбаєв — Аскар Дасанов
- Ніна Гребешкова — Ліза
- Касимхан Шанін — Буркутбай
- Павло Кайров
- Канабек Байсеїтов — Ітбай
- Мулюк Суртубаєв — Мадіяр Бадиханов, редактор газети «Казах»
- Асаналі Ашимов — Кенжетай
- Жанал Бектасова — епізод
- Моїсей Гольдблат — аптекар
- М. Жолтаєв — епізод
- Х. Карімов — епізод
- Загі Курманбаєва — епізод
- Леонід Моїсеєв — епізод
- Айкен Мусабекова — епізод
- Жагда Огузбаєв — епізод
- Григорій Самойлін — епізод
- Ахат Толубаєв — епізод
- А. Хасенов — епізод
- Калибек Куанишбаєв — епізод
- Михайло Токарєв — епізод

## Знімальна група
- Режисер — Юхим Арон
- Сценаристи — А. Філіппов, Мухаметкалі Хасенов
- Оператори — Ісаак Гитлевич, Борис Сігов
- Композитори — Анатолій Бичков, Георгій Грізбіл
- Художник — Павло Зальцман